# Letis arcana
Letis arcana là một loài bướm đêm trong họ Erebidae.